# Клиника счастья
«Клиника счастья» — российский сериал в жанре драмеди, снятый Александром Кириенко по сценарию Татьяны Арцеуловой и включающий восемь эпизодов. Главную роль в нём сыграла Дарья Мороз. Премьера состоялась 19 мая 2021 года на стриминговой платформе KION, сериал получил высокие оценки критиков благодаря сценарию и ряду актёрских работ.

## Сюжет
Главная героиня сериала — успешная 50-летняя сексолог-эндокринолог Алёна Липницкая, совладелица и директор клиники, в которой занимаются сексуальными комплексами и психологическими травмами, семейными невзгодами и депрессивными состояниями. Уникальная методика решает проблемы в отношениях и со здоровьем через гормоны — всё в жизни пациентов налаживается, стоит только устранить физическую или психологическую сексуальную дисфункцию. Метод работает безотказно, и бизнес процветает благодаря знаменитым и успешным клиентам.
Жизнь Алёны Липницкой кажется лёгкой и беззаботной. В клинике работает её муж, кардиолог Константин. Супруги счастливо живут в шикарной московской квартире, любят друг друга, их сексуальная жизнь ярка, вместе они растят сына-подростка. Но в свой день рождения Алёна случайно узнаёт, что уже пять лет у Константина есть вторая семья, которую он завёл, когда Алёна не захотела родить второго ребёнка и сделала аборт. Появляются проблемы и у сына Дани: он встречается с замужней учительницей Татьяной.
Каждый эпизод сериала рассказывает об одной поломанной судьбе, которую Липницкой и её команде предстоит «починить». Главная героиня с коллегами помогает клиентам наладить личную жизнь, учит не стесняться быть собой и открыто говорить о своих желаниях, но при этом оказывается в ситуации, когда её собственная личная жизнь рушится. Параллельно её пытаются вытеснить из бизнеса акционеры, так как она настаивает на бесплатных социальных программах. Вытягивает Липницкую из эмоциональной ямы её университетская подруга Светка по прозвищу «Венесуэла», недавно вернувшаяся из Латинской Америки. С её приездом жизнь главной героини и врачей клиники начинает играть новыми красками.
Фоном проходят истории сотрудников клиники: сексолог и бывшая эскортница Зоя страдает от одиночества из-за страха перед серьёзными отношениями, психотерапевт Олег один воспитывает сына, гинеколог Тимур внезапно осознаёт свою бисексуальность.
Список и описание серий
| № серии | Премьера   | Описание серии |
| ------- | ---------- | --- |
| 1       | 19.05.2021 | На приём к Алёне Липницкой приходит уставшая женщина в старомодном костюме и с немодной причёской. У неё четверо детей, которые ничего не хотят делать, и муж, который изменяет ей с няней. Женщина давно перестала обращать на себя внимание, хотя она довольно молода — ровесница Алёны. Специалисты клиники помогают ей устранить психологический блок, и жизнь начинает играть для неё новыми красками. |
| 2       | 19.05.2021 | Главная героиня замужем, она и муж растят сына-подростка и работают в одной клинике. Внезапно Алёна узнает, что её супруг Константин уже несколько лет живёт на две семьи и что у него есть внебрачная дочь. Алёна не знает, что делать. В это время в Россию возвращается её давняя подруга «Венесуэла», которая много лет жила заграницей.                                                                |
| 3       | 26.05.2021 | Алёна публично увольняет мужа и выгоняет его из дома. Выясняется, что некоторые коллеги давно знали про его измену. Сын героини встречается со своей замужней учительницей. В этой серии он идёт к мужу любовницы, начальнику отделения полиции, на разговор, его жестоко избивают и сажают в изолятор. Алёна всеми силами старается освободить сына.                                                       |
| 4       | 2.06.2021  | В клинику устраивается работать новый кардиолог. Алёна попадает в аварию во время поездки на велосипеде. За рулём машины, которая её сбила, оказывается её бывший возлюбленный. Сын Алёны, запертый в квартире, взламывает дверь, приходит к своей учительнице и говорит, что успел познакомиться с её мужем.                                                                                               |
| 5       | 9.06.2021  | Любовница Константина хочет выйти за него и настаивает на разводе с Алёной. Юрист клиники хочет стать официальным главой компании, поэтому он натравливает на Алёну журналистов. Константин предлагает ей помощь, она отказывается. От разъярённой толпы журналистов Алёну спасает её бывший, который отвозит её в парк аттракционов.                                                                       |
| 6       | 16.06.2021 | Константин обманывает любовницу, сказав, что не может развестись, так как Алёна против. Муж учительницы устраивает засаду на сына Липницкой. |
| 7       | 23.06.2021 | Владельцы клиники ставят Алёне условие: она должна продать свой пакет акций и остаться главным врачом, или уволиться. Она уходит по собственному желанию, следом увольняется весь коллектив. Алёна с подругами едет в Санкт-Петербург. Пока её нет, к её сыну приходит учительница со своим ребёнком. |
| 8       | 30.06.2021 | Владелец клиники звонит Алёне и уговаривает её вернуться на работу вместе со всей командой. Муж учительницы угрожает, что заберёт ребёнка. Алёна соглашается поддержать сына и его любовь, так как теперь для неё важны свобода и личный выбор. Однако учительница возвращается к мужу. В финале Алёна собирает друзей на даче и говорит, что ждёт ребёнка.                                                 |

## В ролях
- Дарья Мороз — Алёна Юрьевна Липницкая
- Анатолий Белый — Константин
- Анна Уколова — Светка-Венесуэла
- Артём Ткаченко — Тимур
- Анна Антонова — Зоя
- Максим Лагашкин — Олег
- Михаил Полицеймако — Марк
- Роман Маякин — Юрий
- Данил Акутин — Даня
- Алёна Михайлова — Татьяна
- Николай Шрайбер — Фёдор
- Илья Любимов — Роман
- Алина Алексеева — Соня
- Катрин Асси — Кристина
- Марина Ворожищева — Саша
- Анна Невская — Злата
- Фёдор Лавров — Боря Балдин
- Олег Гаас — Никита
- Дмитрий Бедерин — хакер
- Виктория Полторак — Галина
- Анатолий Горячев — Витольд Карлович
- Дмитрий Колчин — Иван Петрович
- Елена Морозова — Пасюк-Подъяблонская
- Фаина Колоскова — Катюха
- Антон Рогачев — портье
- Иса Новиков — Игорёк
- Лиана Напух — Анечка
- Юлия Ауг — Надежда
- Сергей Белоголовцев — гельминтолог
- Александр Демидов — Арсений Львович
- Татьяна Бабенкова — Варвара
- Александр Самойленко — Рожкин
- Юрий Николаенко — Артём
- Юрий Чурсин — Гарри Свет
- Дмитрий Поднозов — отец хакера
- Владимир Симонов — Малютин
- Максим Битюков
- Нодари Джанелидзе
- Александра Скачкова — директор школы
- Даниил Спиваковский — Бобрыкин
- Николай Фоменко — камео
- Сергей Бызгу — Давид Яффе

## Создание и премьера
Авторами идеи стали продюсер Игорь Мишин и его супруга Елена Мишина. По их словам, у клиники из сериала есть реальный прообраз, а медицинские кейсы взяты из практики. «Клиника счастья» была задумана как комедийный сериал, исследующий тему женской сексуальности в зрелом возрасте, откровенно и без прикрас раскрывающий темы любви, секса и отношений (в том числе ЛГБТК+).
На создание сериала ушло три года. «Клиника счастья» стала одним из первых оригинальных проектов, созданных для стриминговой платформы Kion. Сценарий написала Татьяна Арцеулова, режиссёром стал Александр Кириенко. Съёмки начались в августе 2020 года. Премьера состоялась 17 мая 2021 года в московском кинотеатре «Октябрь». На Kion первые две серии появились 19 мая, затем новая серия выходила каждую среду. 22 июля все восемь серий появились на платформе ivi.ru.

## Оценки
Накануне премьеры автор идеи сериала Игорь Мишин написал: «Этот сериал вызовет недовольство и негативную реакцию критики. Причем критики яростной, нелицеприятной, агрессивной в любом смысле этого слова. Я бы сказал — беспрецедентной». Возможно, такие ожидания были связаны с тем, что в «Клинике счастья» есть герой-трансгендер и с симпатией показаны гомосексуальные отношения.
Рецензенты характеризуют сериал как «мелодраму с феминистским мейкапом», «дерзкий и познавательный сериал прежде всего для женской части аудитории», «драматический/мелодраматический материал, поданный в комедийном ключе». По словам обозревателя Forbes Анастасии Голубевой, «в стране, где сексуальным образованием занимаются в основном секс-блогеры и редкие узконаправленные издания, создатели „Клиники счастья“ берутся за трудную задачу: попытку нормализовать в массовой культуре разговоры о сексе, вывести на экран новый дискурс, который в русском языке только начинает формироваться». Обозреватель «Независимой газеты» Вера Цветкова отметила в своей рецензии «бесподобный кастинг: и главные, и второстепенные, и звёздные, и малоизвестные актёры играют просто превосходно». Критики писали, что сериал «подкупает своей лёгкостью и иронией», что у него «яркая, красочная картинка, бодрый ритм, попсовая музыка», вписанные в «узнаваемую Москву в пределах Третьего кольца».
Рецензент «Кино-театр.ру» счёл, что медицинская составляющая сюжета заметно уступает мелодраматической по убедительности и художественным достоинствам, а история Алёны Липницкой оказывается слишком «неровной». Кирилл Горячок из «Фильм.ру» счёл как раз медицинскую линию наиболее интересной: в Алёне, по его мнению, «не хватает какой-то внутренней тайны», основной конфликт оказывается слишком незатейливым, а в эротических сценах «чувствуется какая-то неловкость». «„Клиника счастья“ при всех её сильных сторонах является чем угодно, только не сериалом, продающим новую платформу, — констатировал Горячок. — Авторы вроде бы затрагивают важную тему физического и психологического здоровья современной женщины, но избежать огромного количества банальностей им не удаётся. И, в общем, обращаться в эту „клинику“ за помощью не стоит».
«Клиника счастья» получила премию «Большая цифра» в номинации «Лучший оригинальный сериал».